# Beina (armes de foc)

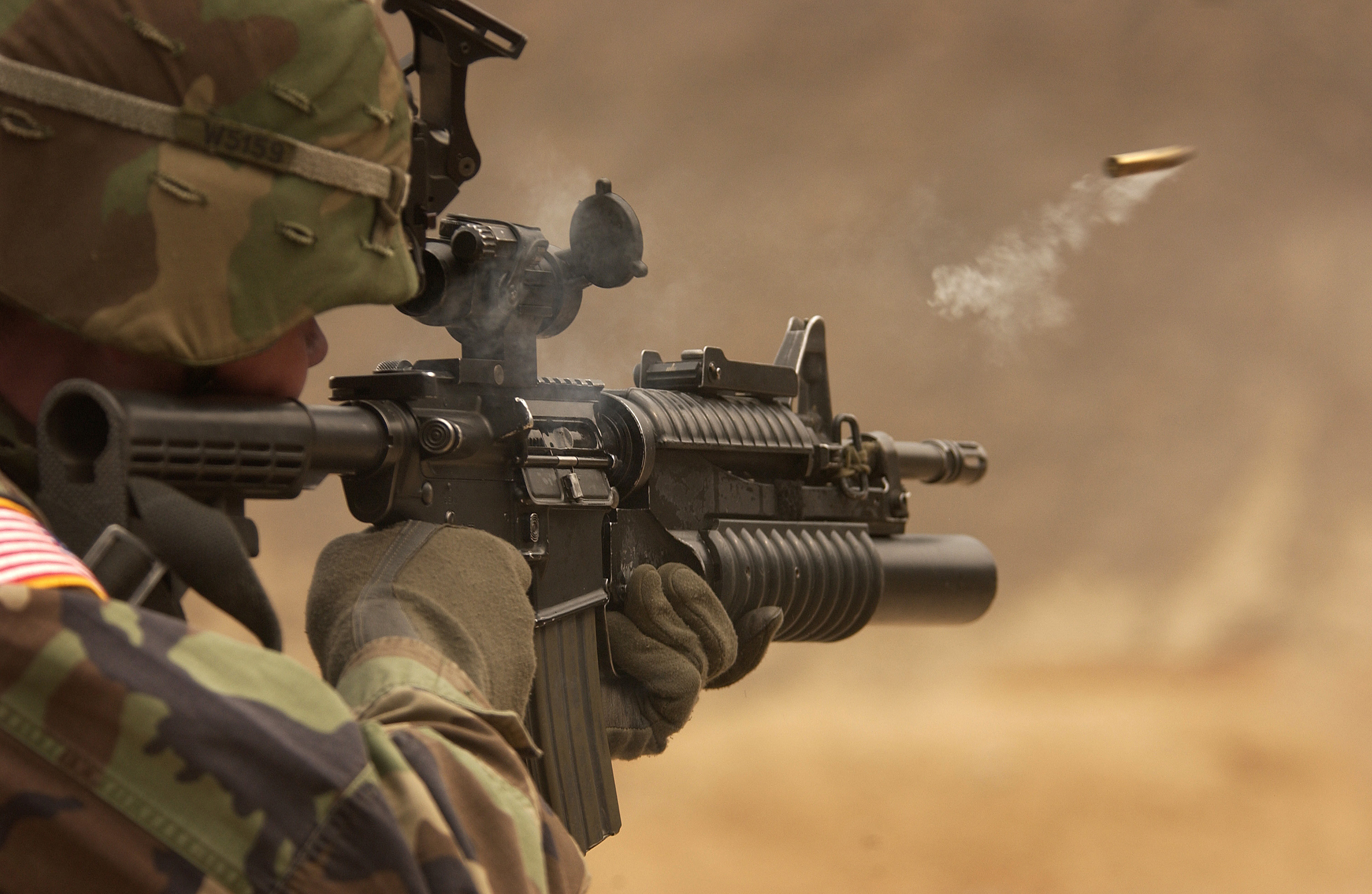
Una M4 Carbine just després de disparar, amb una beina expulsada a l'aire

Un beina, o simplement el llautó, és la part d'un cartutx que conté la càrrega de pólvora, el fulminat, i la bala embotida a pressió. Un cop disparada, la beina és buida, la seva càrrega de pólvora s'ha cremat, el fulminat ha estat utilitzat i la bala ha estat propulsada.

## Materials

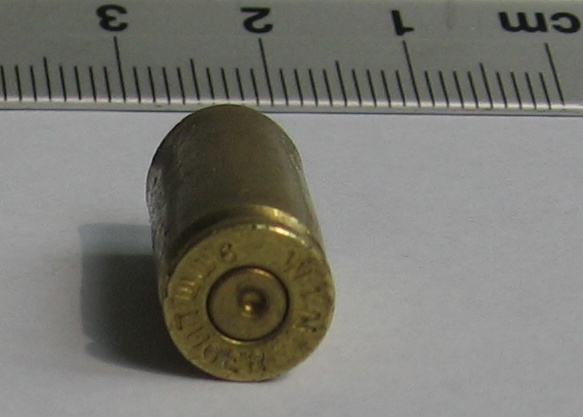
Beina buida, 9 mm Luger

El llautó és un material emprat molt sovint, ja que és prou dúctil per a ser reformat i recarregat repetidament. Tanmateix, algun tipus de munició de baixa qualitat per al "tir informal", així com una part de la munició militar (principalment de l'antiga Unió Soviètica i la Xina comunista) es fa amb beines d'acer inoxidable, perquè l'acer és menys costós que el llautó. Atès que els militars solen considerar que les beines dels cartutxos d'armes petites, són per un sol ús, la manca de ductilitat no és un desavantatge per a aquest tipus d'aplicació.
En les armes amb canó d'ànima estriada la beina està generalment feta de llautó, mentre que en les d'ànima llisa (que és generalment cilíndrica) la beina està feta de llautó tan sols en la part inferior mentre que el cos és de plàstic, encara que s'ha temptat de fer-ne amb altres materials.

## Beines semimetàl·liques

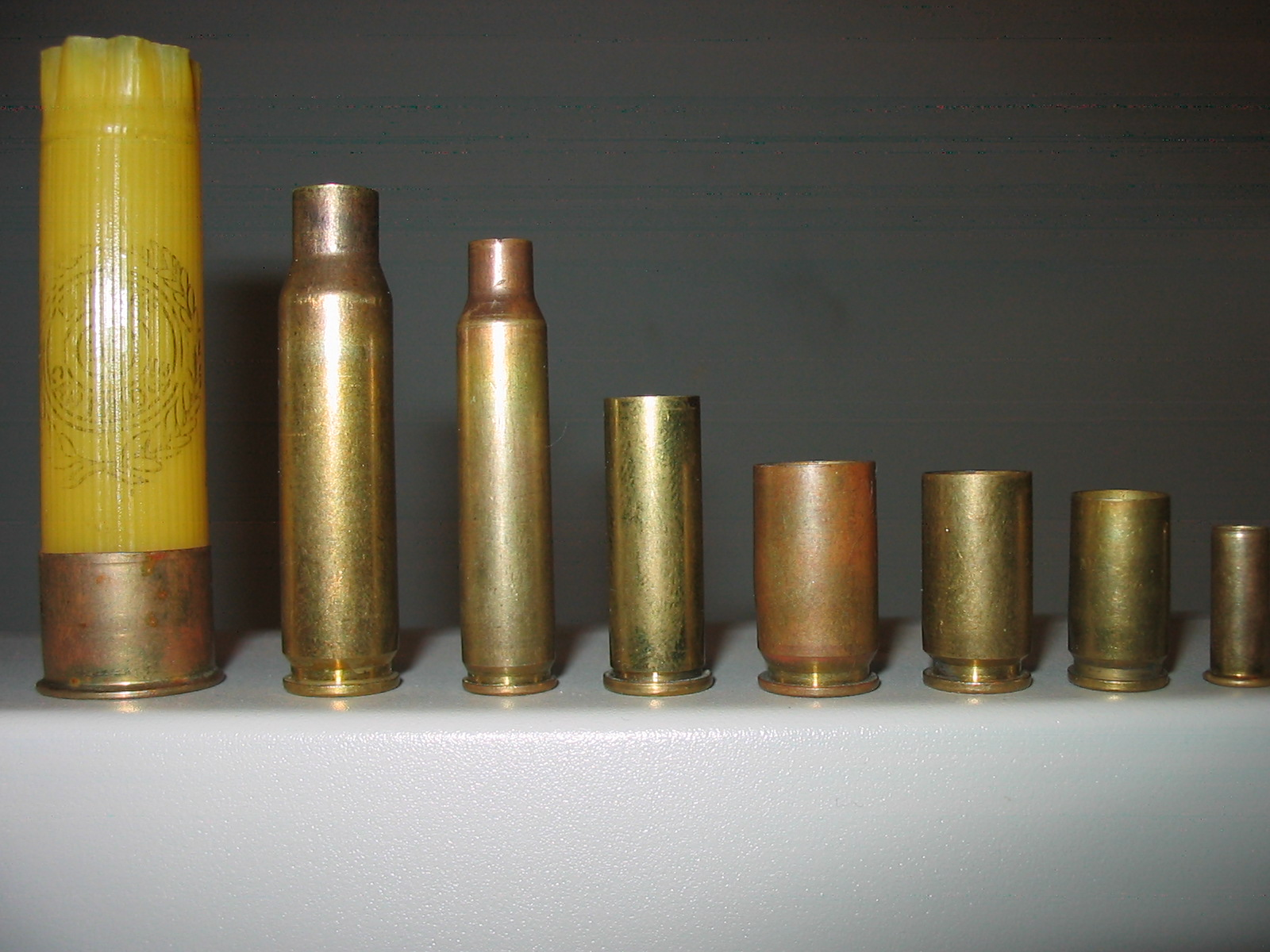
Diverses beines dels calibres més comuns

Les beines semimetàl·liques, normalment emprades en escopetes i armes d'ànima llisa, s'anomenen d'aquesta manera perquè en la seva constitució, a més del metall del culot, entren altres materials com el cartró o el plàstic, que constitueix el cos dels cartutxos.
Les de cartró es fan a força de paper enrotllat sobre si mateix i encolat perquè sigui impermeable, sent a vegades, el cartró plastificat amb el que s'impedeix que la pólvora es humitegi i que el cartró s'infli per culpa de la humitat.
Les beines confeccionades en plàstic són les més habituals en l'actualitat i posseeixen les qualitats d'impermeabilitat, plasticitat i baix cost.

### Calibres
Existeix gran varietat de calibres de cartutxos d'escopeta, però en la pràctica sol usar-se principalment el calibre 12 i en menor mesura el 16, encara que també es fan servir altres calibres com el 20, el 28 i el 410. La longitud dels cartutxos d'un mateix calibre pot variar segons siguin cartutxos estàndard o magnum, fins i tot els cartutxos estàndard tenen variacions en la seva longitud.

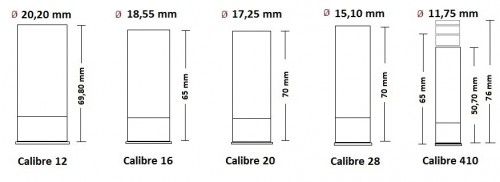
Mesures dels cartutxos més utilitzats

## Criminalística
Després d'un delicte comès amb una arma de foc, la policia intenta recollir, a l'escenari del crim, totes les beines i les bales emprades per les armes associades amb el delicte.
Les armes de foc automàtiques i semiautomàtiques, extreuen i expulsen la beina de forma automàtica com a part de la seva operació, encara que de vegades danyen la beina en el procés d'expulsió, aquestes marques es poden emprar per a identificar l'arma que l'ha disparat.